# Colias stoliczkana
Colias stoliczkana är en fjärilsart som beskrevs av Moore 1878. Colias stoliczkana ingår i släktet Colias och familjen vitfjärilar.
Artens utbredningsområde är Nepal. Inga underarter finns listade i Catalogue of Life.

## Bildgalleri

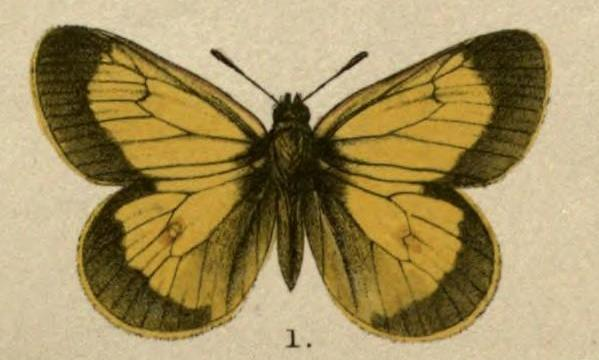